# Beaghmore
Beaghmore, ook bekend als Beaghmore Stone Circles en Beaghmore Stone Circles, Cairns, and Alignments, is een complex van steencirkels, ganggraven en steenrijen uit de bronstijd, gelegen in het townland Beaghmore, 13,7 kilometer ten westnoordwesten van Cookstown en 12 kilometer ten noorden van Pomeroy gelegen, in County Tyrone, Noord-Ierland.

## Beschrijving
Het complex van Beaghmore kijkt uit over de vallei van de Broughderg Rivier aan de voet van de Sperrin Mountains. Oorspronkelijk lag het complex in een deels beboste omgeving met berken, elzen, hazelaars en eiken. Het complex beslaat een min of meer L-vormig stuk land. 
Het complex bestaat uit zeven steencirkels, die de benamingen A tot en met G hebben gekregen. Al deze cirkels zijn verbonden met ganggraven (cairns) waarbij elk graf minstens één steenrij heeft die ernaartoe loopt. Het is zeer waarschijnlijk dat er nog meer graven en steencirkels onder de turf liggen. De cirkels zijn alle in paren op steencirkel E na. Ook de steenrijen staan in paren, bestaande uit een lange rij van lage stenen en een korte rij van hogere stenen, beide rijen in rechte lijnen beginnend bij een cirkel. Zes ganggraven zijn niet verbonden met een steencirkel. 

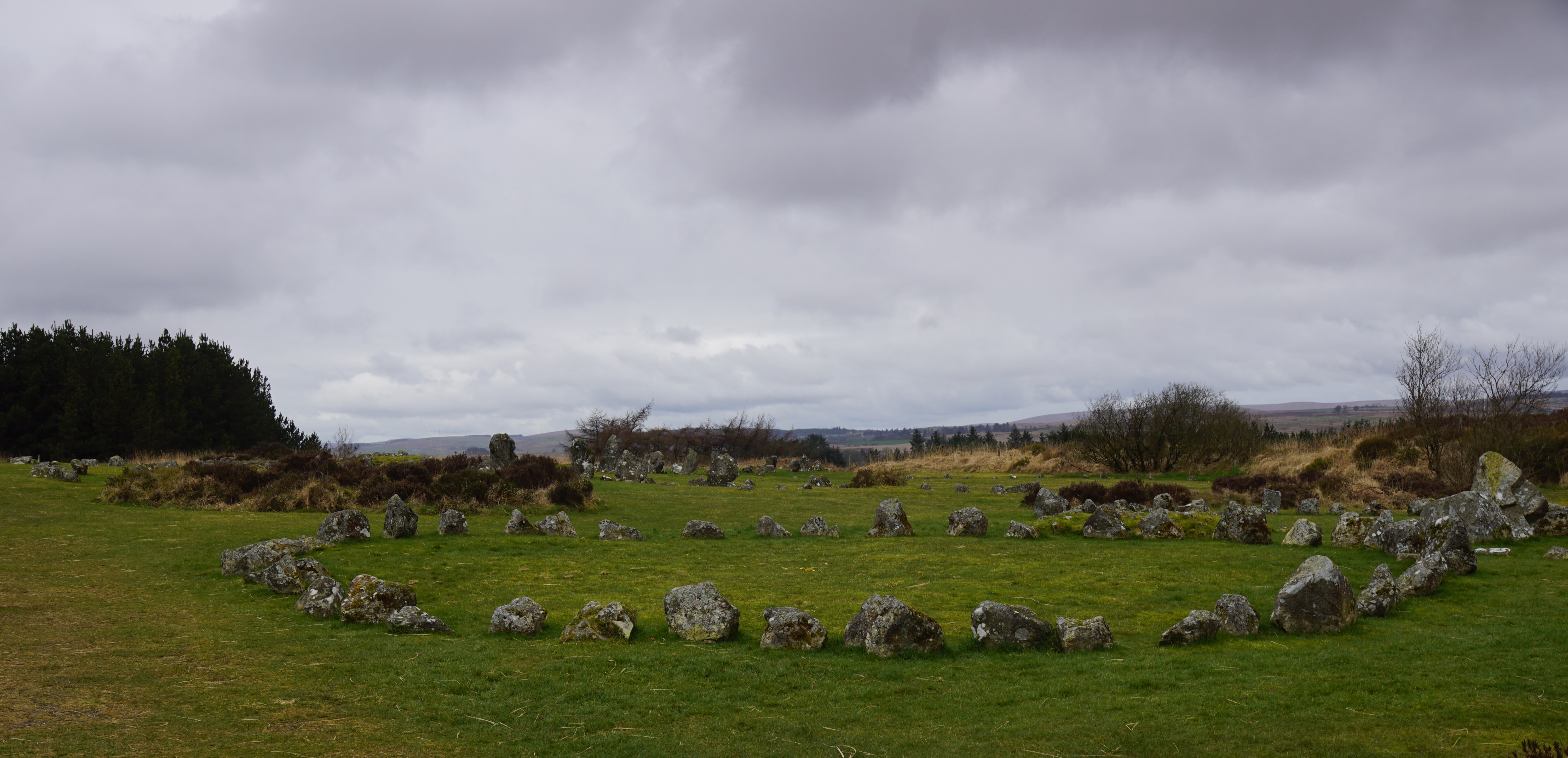
Steencirkel A, rechts verbonden met B. Op de achtergrond is steencirkel C te zien.

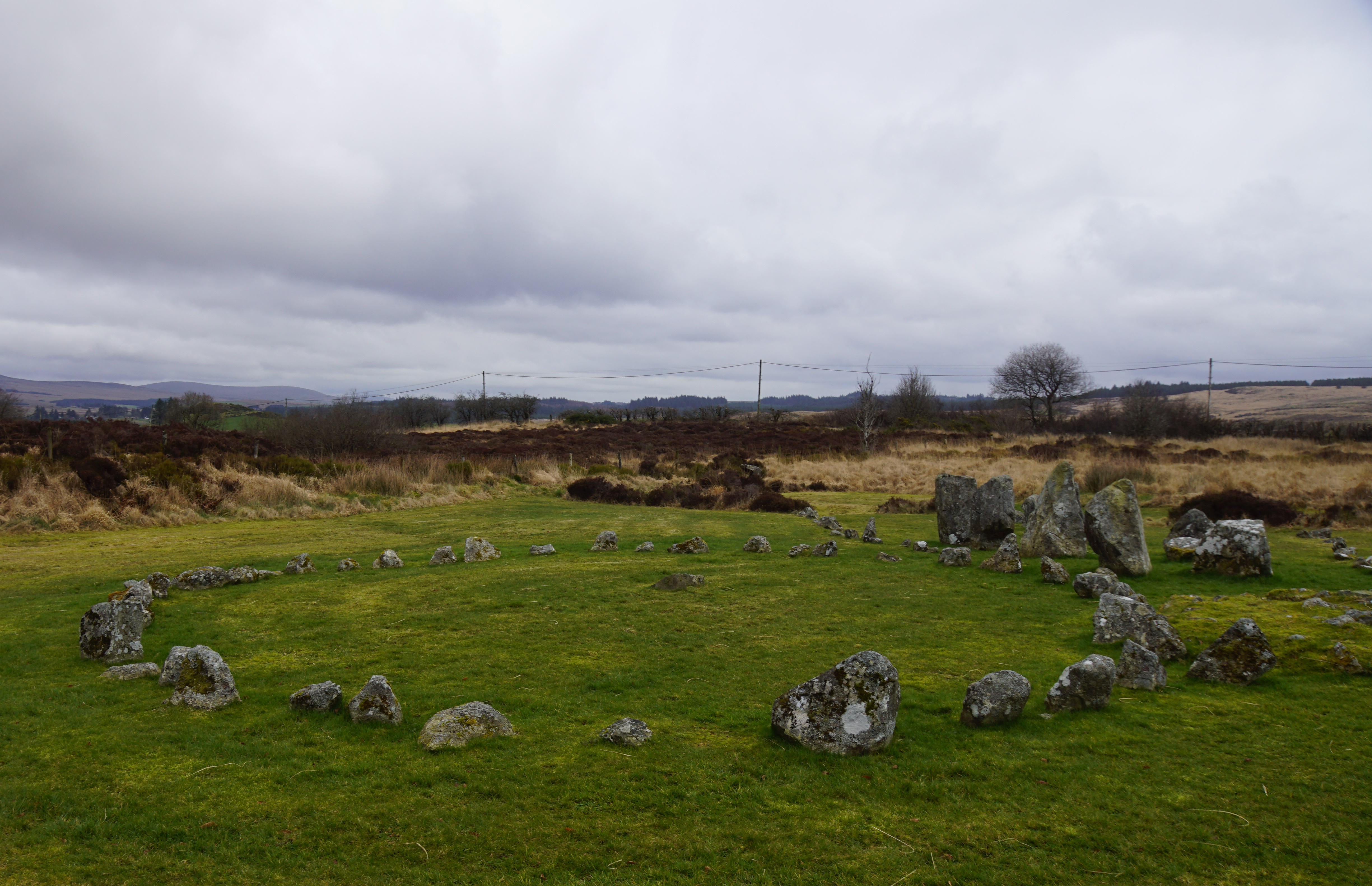
Steencirkel B, rechts verbonden met een ganggraf en cirkel A.

### Steencirkels A en B
Steencirkel A bestaat uit 54 stenen, heeft een diameter 10,7 meter en is aan de noordwestzijde verbonden met steencirkel B die een diameter van 11,9 meter heeft en uit 44 stenen bestaat. Vier steenrijen zijn geassocieerd met deze steencirkels met lengtes van 12,2, 23,8, 7,3 en 22 meter. Tussen de steencirkels bevindt zich een laag ganggraf, waarin een gepolijste bijl werd gevonden.

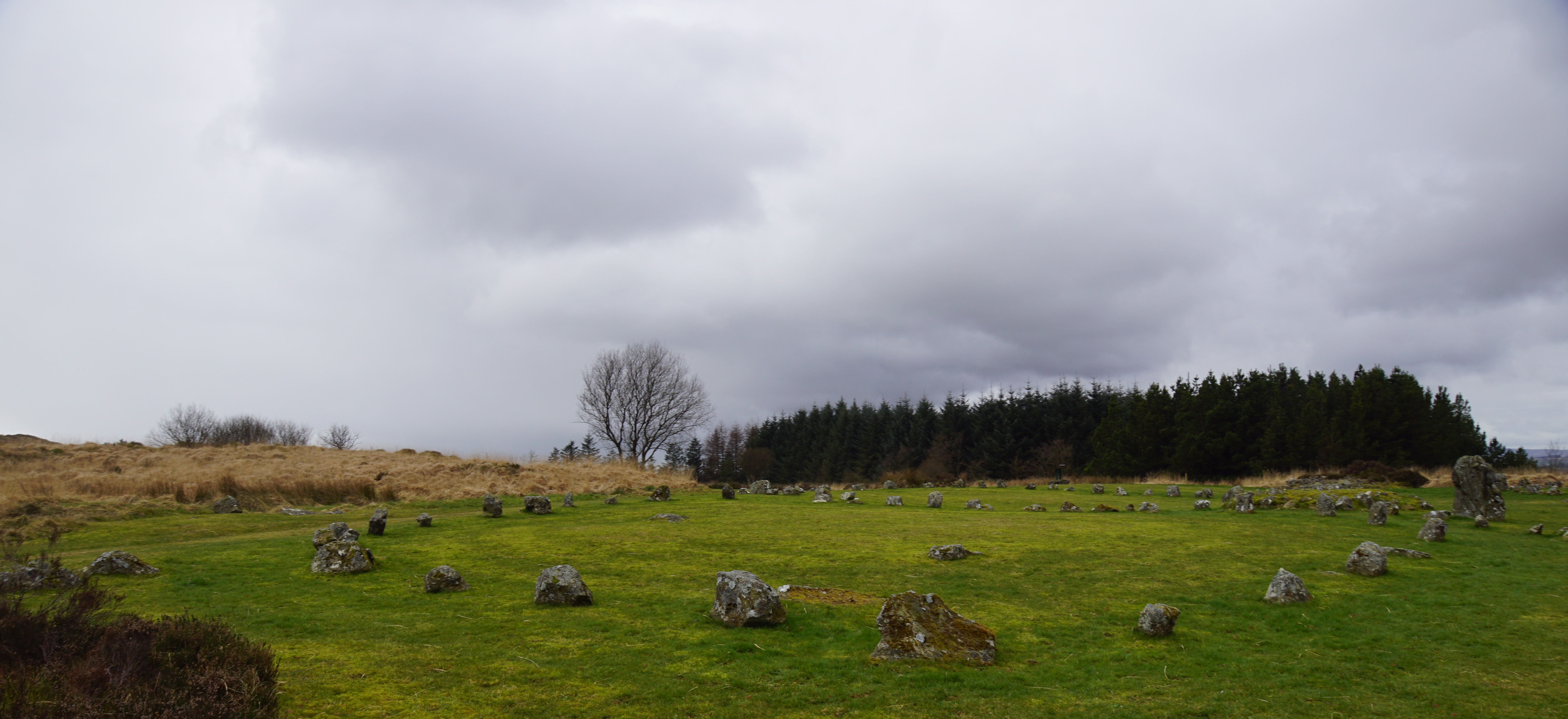
Steencirkel C.

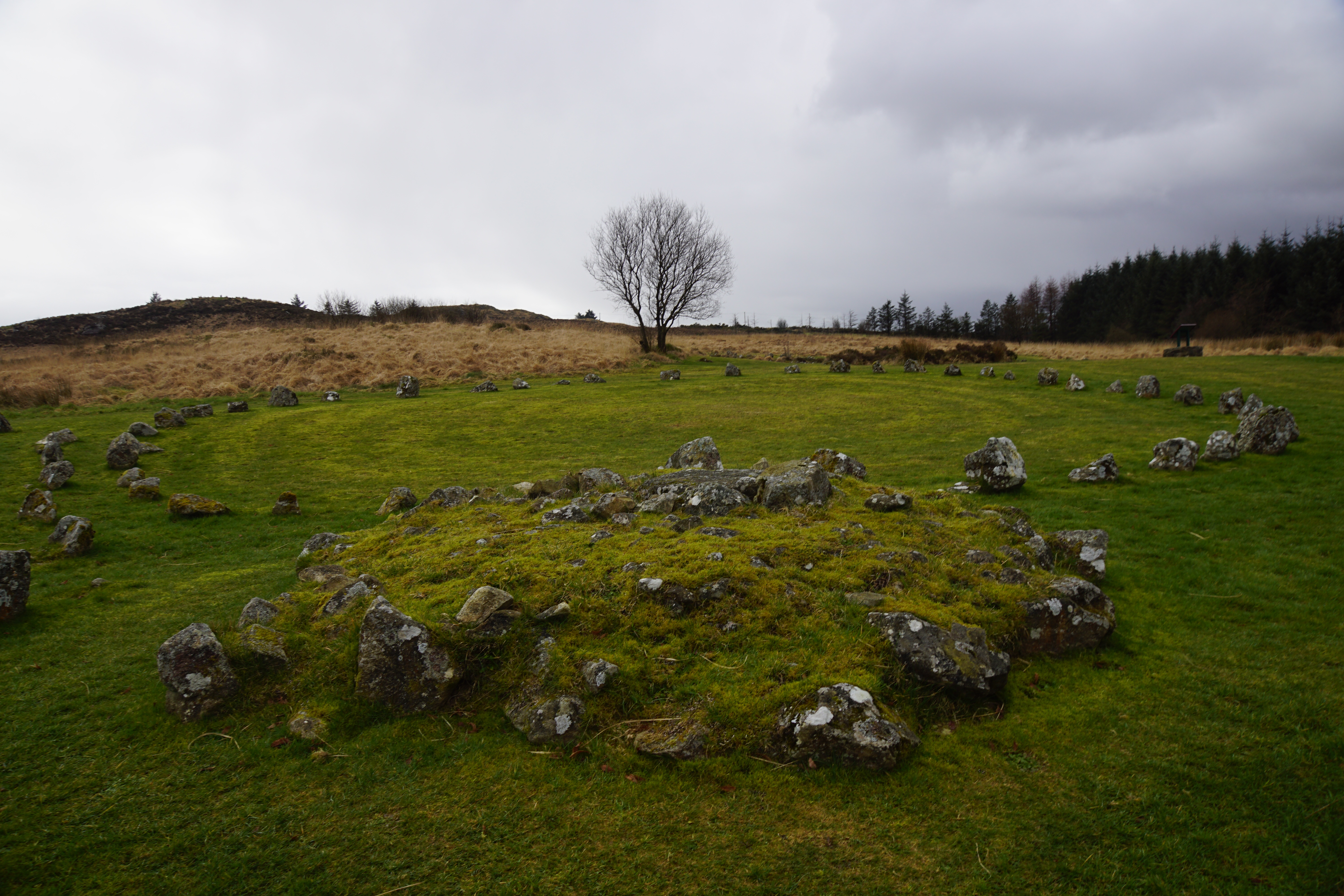
Steencirkel D met het ganggraf nr. 2 gelegen bij D op de voorgrond.

### Steencirkels C en D
Steencirkels C en D zijn niet erg rond, met een respectievelijke diameter van 18,3 en 15,2 meter. Een steenrij van 18,3 meter lang van grote stenen en een steenrij van 21,3 meter van lagere stenen leiden naar een ganggraf dat grenst aan de noordelijke kromming van steencirkel D. In dit ganggraf werd een lege grafkist gevonden. In cirkel C werden sporen gevonden van kuilen, houtskool, haarden, vuursteen en neolithisch aardewerk.

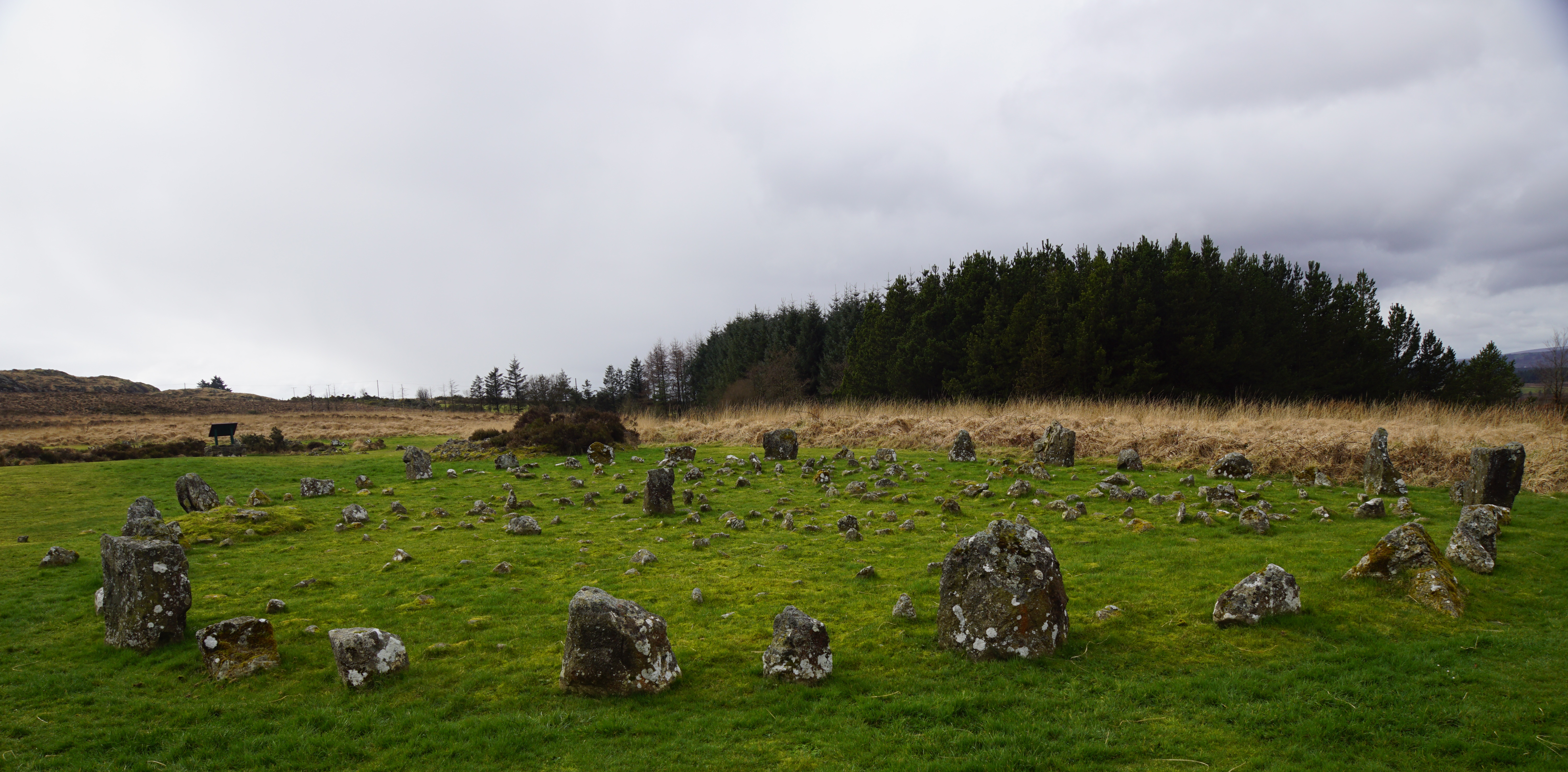
Steencirkel E is ovaal en gevuld met kleine stenen.

### Steencirkel E
Steencirkel E ligt los van de andere cirkels en bestaat uit iets grotere stenen dan de andere cirkels. De ring ligt 21 meter ten westnoordwesten van de steencirkels C en D. Deze cirkel is ellipsvormig, gericht zuidzuidwest-noordnoordoost, en meet 20,7 bij 16,8 meter. De cirkel is gevuld - in tegenstelling tot de andere cirkels - met 800 lage stenen. Deze stenen hebben de bijnaam the dragon's teeth (de drakentanden) gekregen, verwijzend naar een Griekse mythe waarin wordt beschreven dat de tanden van een draak worden geplant in de grond en uitgroeien tot soldaten. Aan de oostzijde van cirkel E bevindt zich een kleine cairn met een steenkist erin waarheen een steenrij van 31 meter lang loopt bestaande uit kleine stenen.
Aan de oostzijde staan drie grote stenen in een rij van 6 meter lang richting het noordoosten, waar zich een tweede ganggraf bevindt. Aan de zuidzijde van steencirkel E ligt ook een ganggraf.

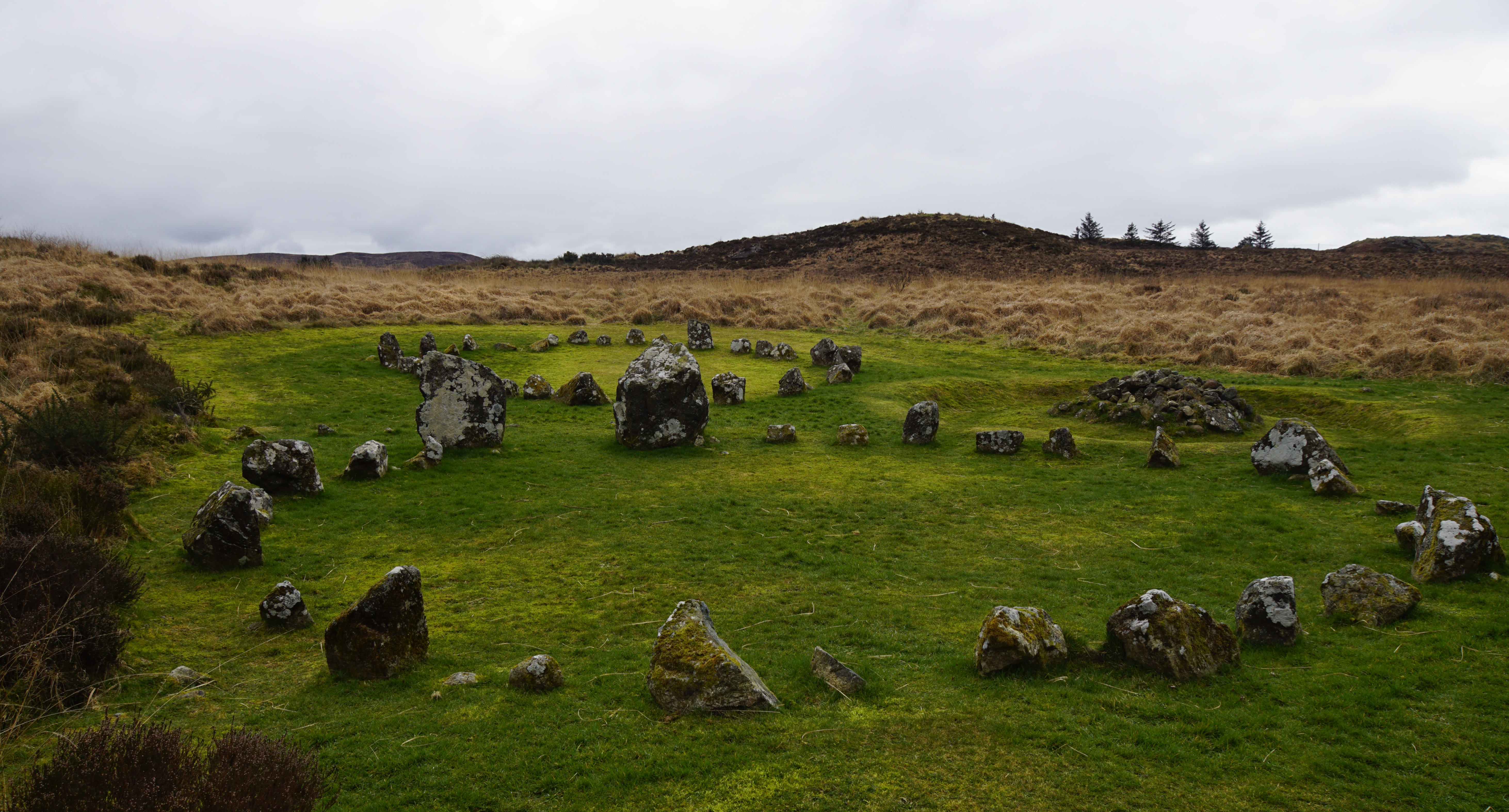
Steencirkel G (vooraan) en F (achteraan) met ganggraf nr. 10 (rechts).

### Steencirkels F en G
De steencirkels F en G hebben beide een diameter van 9 meter en liggen circa 58 meter ten zuiden van steencirkel E.  Een steenrij van 21 meter lang bestaande uit lage stenen loopt tussen de steencirkels door naar een ganggraf toe dat zowel een aarden omwalling als een greppel om zich heen heeft waarin zich een lege grafkist bevindt. Steencirkel G heeft aan de zuidoostelijke kant een ingang gevormd door twee hoge stenen die 1,2 meter van elkaar af staan.

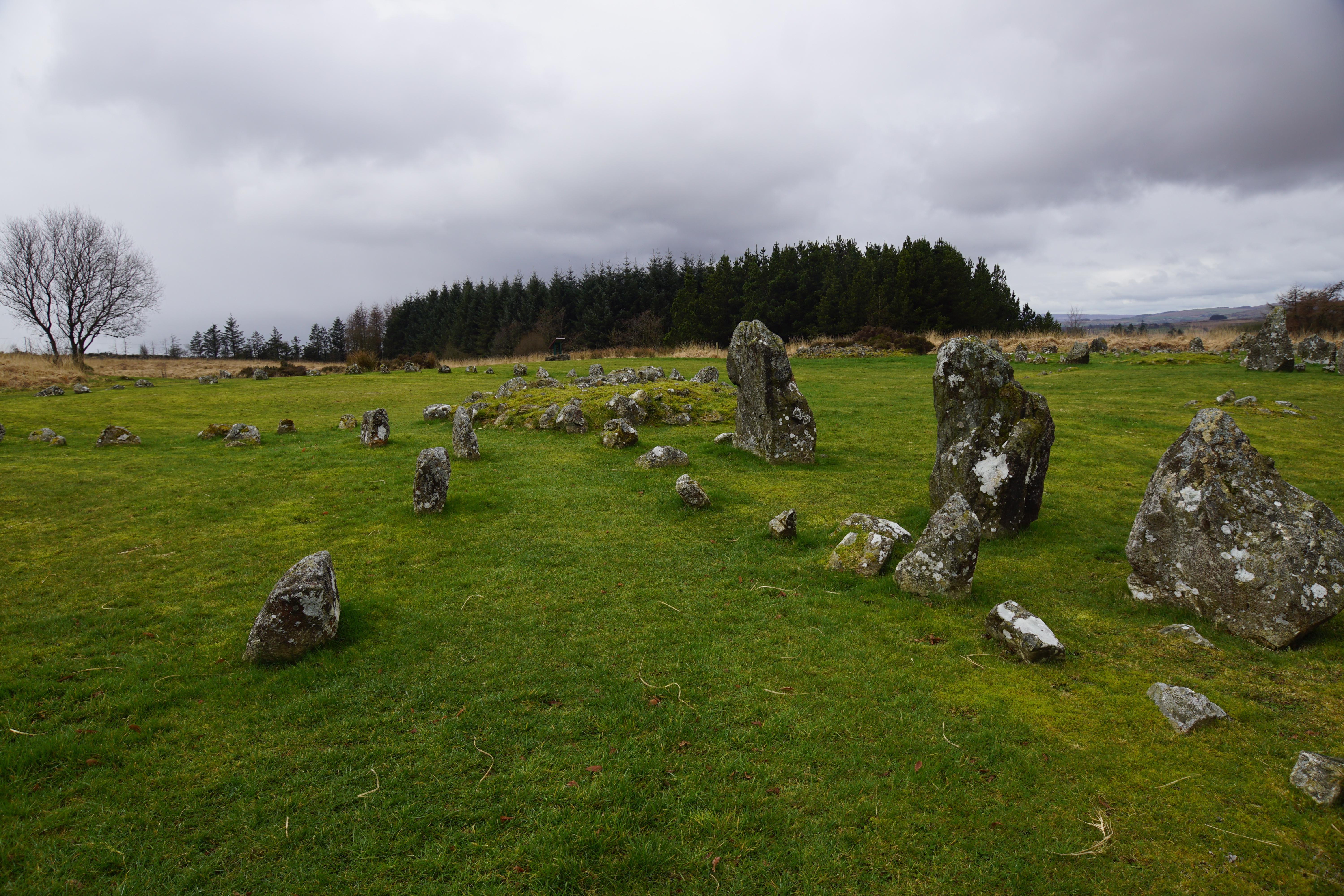
Het ganggraf nr. 2 bij de steencirkel D, waar steenrijen op gericht zijn.

## Geschiedenis
Op de locatie van het complex van Beaghmore kan er bewoning en cultivatie in het neolithicum zijn geweest, aangezien er structuren zijn gevonden die lijken op veldafbakeningen. In de bronstijd werden er steencirkels, ganggraven en steenrijen aangelegd. Een theorie is dat toen het veen de overhand kreeg op deze locatie, dat toen pas de graven en de steenrijen werden aangelegd om de zon gunstig te stemmen om zo de vruchtbaarheid van de grond weer te herstellen.
De steencirkels en steenrijen worden geassocieerd met de ganggraven, maar ze kunnen ook hebben gediend als een focusplek voor religieuze of sociale bijeenkomsten. Een andere theorie gaat ervan uit dat ze dienden als observatorium, vooral voor het volgen van de standen van de maan en de zon, maar ook de routes van kometen zijn voorgesteld. 
Een aantal steenrijen, onder andere die tussen steencirkel G en F en een lange rij van hogere stenen tussen steencirkel A en B, wijzen naar het noordoosten. Dit wijst ruwweg in de richting van de zonopkomst tijdens de zomerzonnewende in laat juni. Sommige steenrijen wijzen naar het zuidwesten, waar een kleine cairn zou kunnen wijzen naar de volle maan aan de horizon in dezelfde periode.
Het complex van Beaghmore werd ontdekt tijdens het turfsteken in de jaren veertig van de 20e eeuw door George Barnett van Six Towns. Tussen 1945 en 1949 deed A. McL. May van Coleraine archeologisch onderzoek en in 1965 professor G. Eogan van de universiteit van Dublin. In 1981 werd het complex gevandaliseerd, waarna de omgegooide stenen weer werden rechtopgezet.

## Beheer
Het complex van de Beaghmore Stone Circles is een State Care Monument.